# Anumara forbesi
El chango de Forbes (Anumara forbesi ), también llamado turpial de Forbes, es una especie de ave paseriforme de la familia Icteridae, la única del género monotípico Anumara. Es endémico de regiones cálidas del nordeste de Brasil, donde es denominado comúnmente anumará.

## Taxonomía
Esta especie fue descrita originalmente en el año 1886 por el zoólogo británico Philip Lutley Sclater. Anteriormente era agrupada junto al tordo patagónico (Curaeus curaeus) componiendo el género Curaeus, pero un estudio publicado en febrero de 2014, en el cual se utilizaron secuencias de genes mitocondriales de todas las especies de la familia Icteridae, demostró que este taxón está lo suficientemente separado genéticamente de otros ictéridos para poseer su propio género, por lo cual se creó para él el género monotípico Anumara; sus autores fueron Alexis F. L. A. Powell, F. Keith Barker, Scott M. Lanyon, Kevin J. Burns, John Klicka y Irby J. Lovette.
Etimología
Etimológicamente el nombre genérico Anumara responde a la manera en que es denominado comúnmente en su patria de origen: anumará. El término específico forbesi rinde honor al apellido del zoólogo británico William Alexander Forbes.

## Distribución geográfica
Esta especie es un endemismo de algunos estados del nordeste brasileño: Alagoas, Minas Gerais y Pernambuco. Es una especie amenazada de extinción a causa de la desforestación de su hábitat natural.